# Młaki nad Pogorią I
Młaki nad Pogorią I – użytek ekologiczny o powierzchnia 7 ha w województwie śląskim, w Dąbrowie Górniczej.

## Cel ochrony
Obszar położony między zbiornikiem Pogoria I a torami kolejowymi, nieopodal osiedla Pogoria uznano za użytek ekologiczny uchwałą Rady Miejskiej w Dąbrowie Górniczej nr LVI/989/2002 22 maja 2002 r. Użytek ma na celu chronić rzadkie siedliska torfowiskowe, z występującą unikatową roślinnością młak i mszystych moczarów.

## Flora i fauna

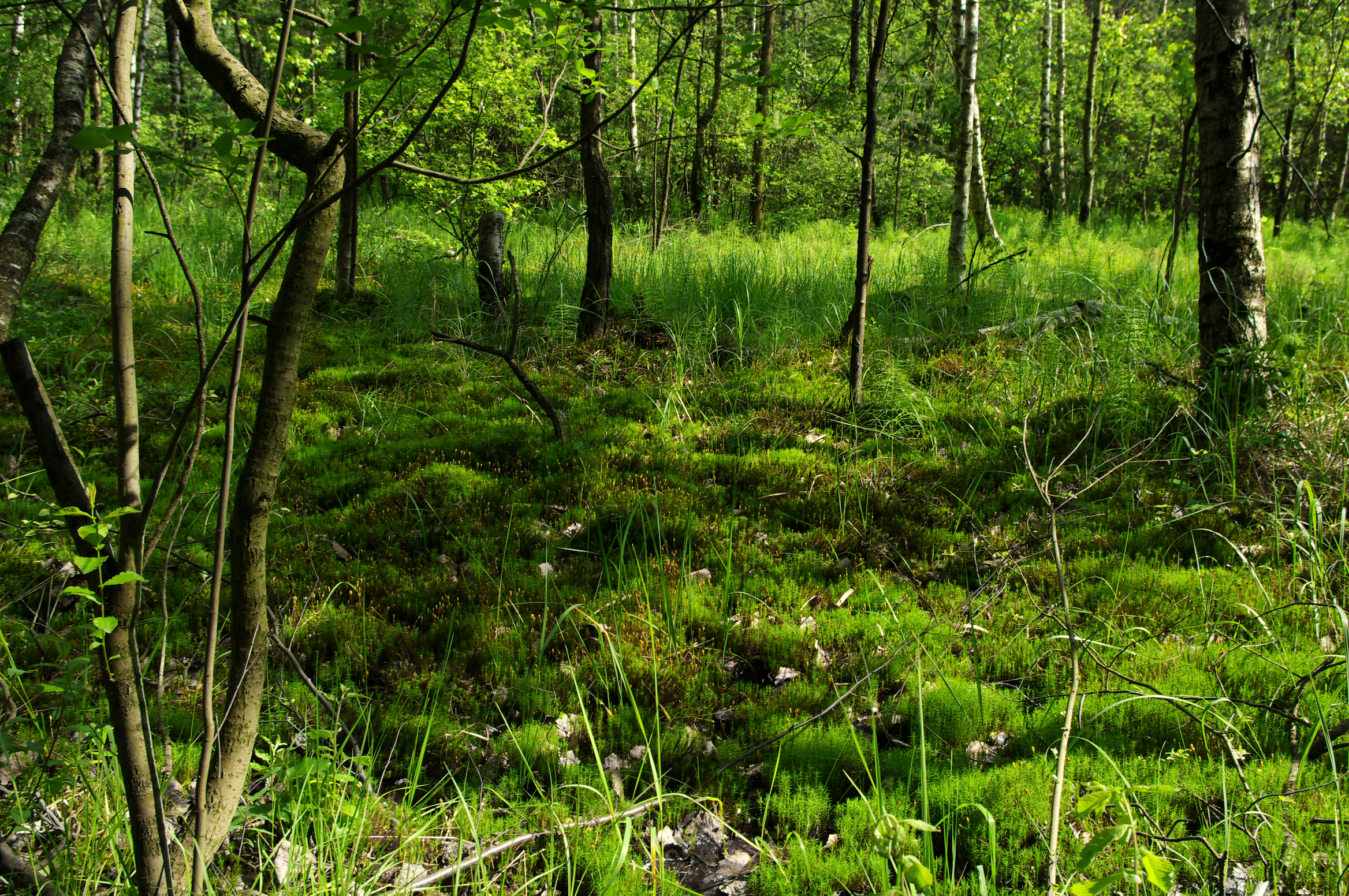
Zbiorowisko Scheuchzerio-Caricetea nigrae (niskoturzycowe torfowiska niskie i przejściowe)

Tutejsze siedliska, nawadniane przez źródliskowe i wysiękowe wody, bogate są w składniki mineralne. Bardzo rzadkim w kraju i niespotykanym w regionie, jest występujący tu skład gatunkowy młaki niskoturzycowej.
Użytek obfituje w osobliwości florystyczne. Rosną tutaj rzadkie gatunki storczykowatych, m.in. wyblin jednolistny, gatunek zagrożony wyginięciem na terenie Polski, umieszczony w „Polskiej czerwonej księdze roślin”. Poza tym spotkać tu można 14 innych gatunków chronionych, z czego ponad połowa z nich występuje nadzwyczaj licznie. Są to np.: kosatka kielichowa, kruszczyk błotny, rosiczka długolistna, lipiennik Loesela, tłustosz dwubarwny.
Z ciekawych ptaków spotkać tu można np.: zaganiacza, potrzosa, trzcinniczka czy łozówkę.
Ssaki reprezentują będące pod ochroną ryjówka aksamitna i zębiełek białawy, a płazy – żaba trawna i moczarowa.